# Мено, Дженни
Дженни Мено (англ. Jenni Meno; род. 10 ноября 1970, Уэстлейк, Огайо, США) — американская фигуристка, выступавшая в парном катании. В паре с Тодом Сандом — трёхкратная чемпионка США (1994—1996), многократный призёр этапов серии Гран-при и трёхкратный призёр чемпионата мира. В настоящее время — тренер.
После завершения спортивной карьеры участвовала в шоу «Stars on Ice» и «Skating with Celebrities». Кроме этого вместе с бывшим партнёром и мужем Тодом Сандом тренирует пару Рэна Иноуэ / Джон Болдуин.

## Семья
22 июля 1995 года Дженни и Тод Санд поженились. У пары два сына — Джек (род. в 2004 году) и Мэтью Кеннет (род. 14 августа 2006 года).

## Результаты выступлений
(с Т. Сандом)
| Соревнования/Сезон      | 1992—1993 | 1993—1994 | 1994—1995 | 1995—1996 | 1996—1997 | 1997—1998 |
| ----------------------- | --------- | --------- | --------- | --------- | --------- | --------- |
| Зимние Олимпийские игры |           | 5         |           |           |           | 8         |
| Чемпионат мира          | 5         | 6         | 3         | 3         | 5         | 2         |
| Чемпионаты США          | 2         | 1         | 1         | 1         | 2         | WD        |
| Финалы Гран-при         |           |           |           | 4         | WD        |           |
| NHK Trophy              |           |           | 5         |           | 1         | 2         |
| Trophée Lalique         |           | 3         |           | 3         | 2         |           |
| Skate America           |           |           |           | 2         |           |           |
| Prague Skate            | 1         |           |           |           |           |           |

(со С. Вендландом)
| Соревнования/Сезон         | 1990—1991 | 1991—1992 |
| -------------------------- | --------- | --------- |
| Зимние Олимпийские игры    |           | 11        |
| Чемпионат мира             | 10        | 11        |
| Чемпионаты США             | 3         | 2         |
| Skate Canada International |           | 5         |